# سمیره واس
سمیره واس (انگلیسی: Samira Ouass؛ زادهٔ ۲۲ آوریل ۱۹۹۲) وزنه‌بردار زن اهل مراکش است. وی در بازی‌های المپیک تابستانی ۲۰۱۶ شرکت کرده است.